# FlyNet
FlyNet ist ein Internetzugang in Flugzeugen der Lufthansa.

## FlyNet 1
Von Mai 2004 bis Ende 2006 bot Lufthansa in einigen seiner Langstreckenflugzeuge breitbandigen Internetzugang. Dieser basierte auf dem System Connexion by Boeing. Aufgrund wirtschaftlichen Misserfolges – es gab noch keine starke Verbreitung u. a. von sozialen Medien und E-Commerce – wurde das System durch Boeing wieder eingestellt.

## FlyNet 2

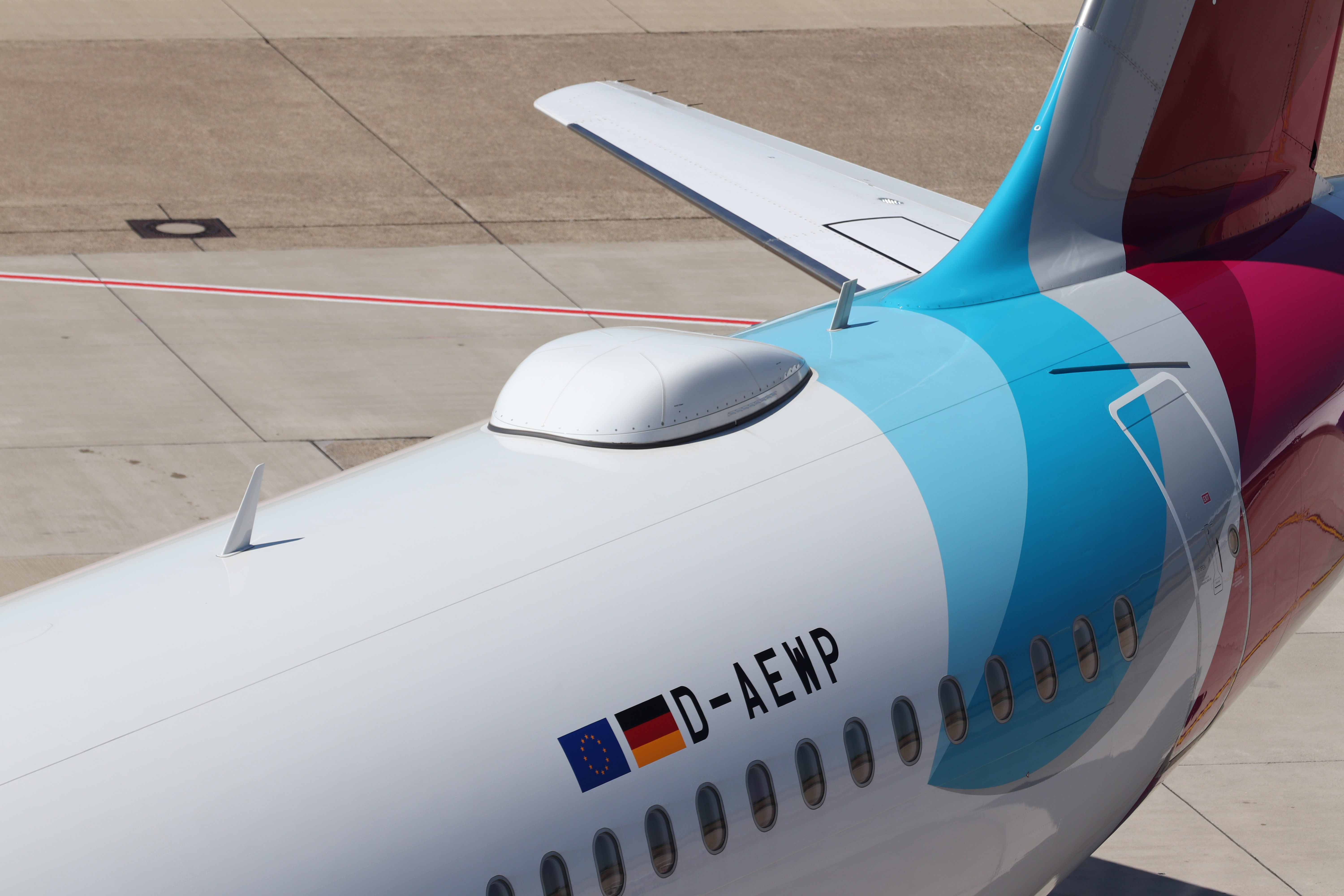
Airbus A320 der Eurowings am Flughafen Düsseldorf. Auffällig die „Haube“ auf dem Dach, die der Internetversorgung per Satellit dient.

Im Dezember 2010 startete Lufthansa mit seinem FlyNet 2 einen erneuten Versuch, Internetzugang in seinen Langstreckenflugzeugen anzubieten.
In Zusammenarbeit mit Panasonic und der Deutschen Telekom können Reisende zunächst auf ausgewählten Verbindungen zwischen Europa und Nordamerika das Internet nutzen. Über eine Satellitenverbindung sollen auch breitbandige Anwendungen mit bis zu 5 Mbit/s möglich sein, VoIP-Telefonate werden jedoch unterbunden. Nach eigenen Angaben wurden schrittweise bis Ende 2012 alle Flugzeuge des Typs Airbus A330-300, Airbus A340-300, Airbus A380, Boeing 747-400 und Boeing 747-8 mit FlyNet ausgerüstet. Damit stellte Lufthansa weltweit die erste Fluggesellschaft dar, welche auf der kompletten Langstreckenflotte Internet anbietet.
Wie Lufthansa im Juni 2016 ankündigte, sollen bis zum Sommer 2018 sämtliche Flugzeuge des Typs Airbus A-320 mit FlyNet 2 ausgestattet werden. Damit wird auch auf Kurz- und Mittelstreckenflügen Internetzugang angeboten.